# Copa del Rey de hockey hielo
La Copa del Rey es una competición nacional de hockey sobre hielo en España que se disputa con carácter anual en la categoría masculina sénior. Es la segunda competición de mayor importancia nacional tras la Liga Nacional de Hockey Hielo.
Tuvo su origen en el Campeonato de España de Hockey sobre hielo que comenzó a disputarse en 1923 y del que se celebraron de forma discontinua un total de diez ediciones hasta 1972. La competición de Copa como tal se creó en la temporada 1972-73, al crearse esa misma temporada la Liga Nacional.

## Historia

### Campeonato de España

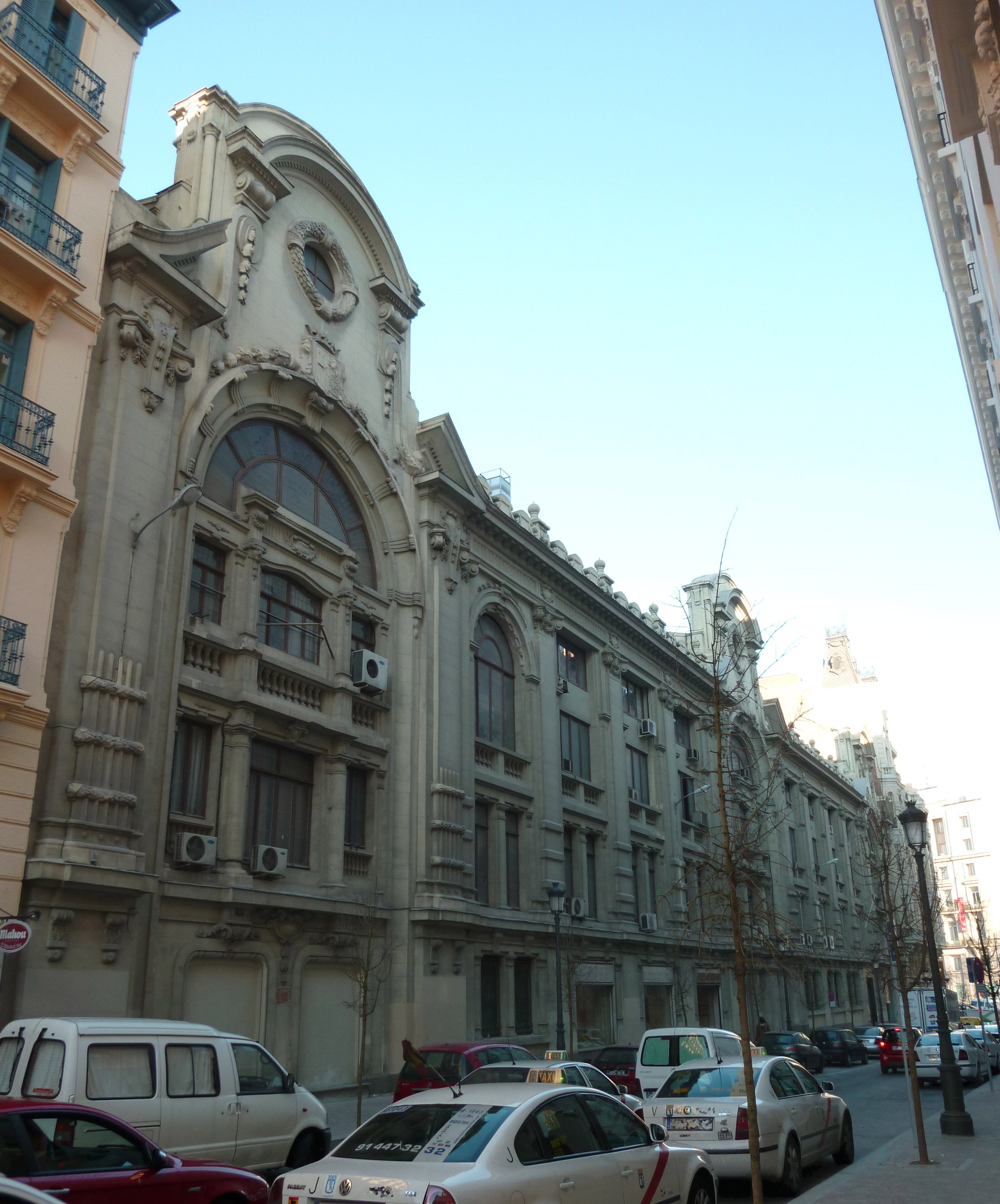
Palacio de Hielo y del Automóvil. Madrid.

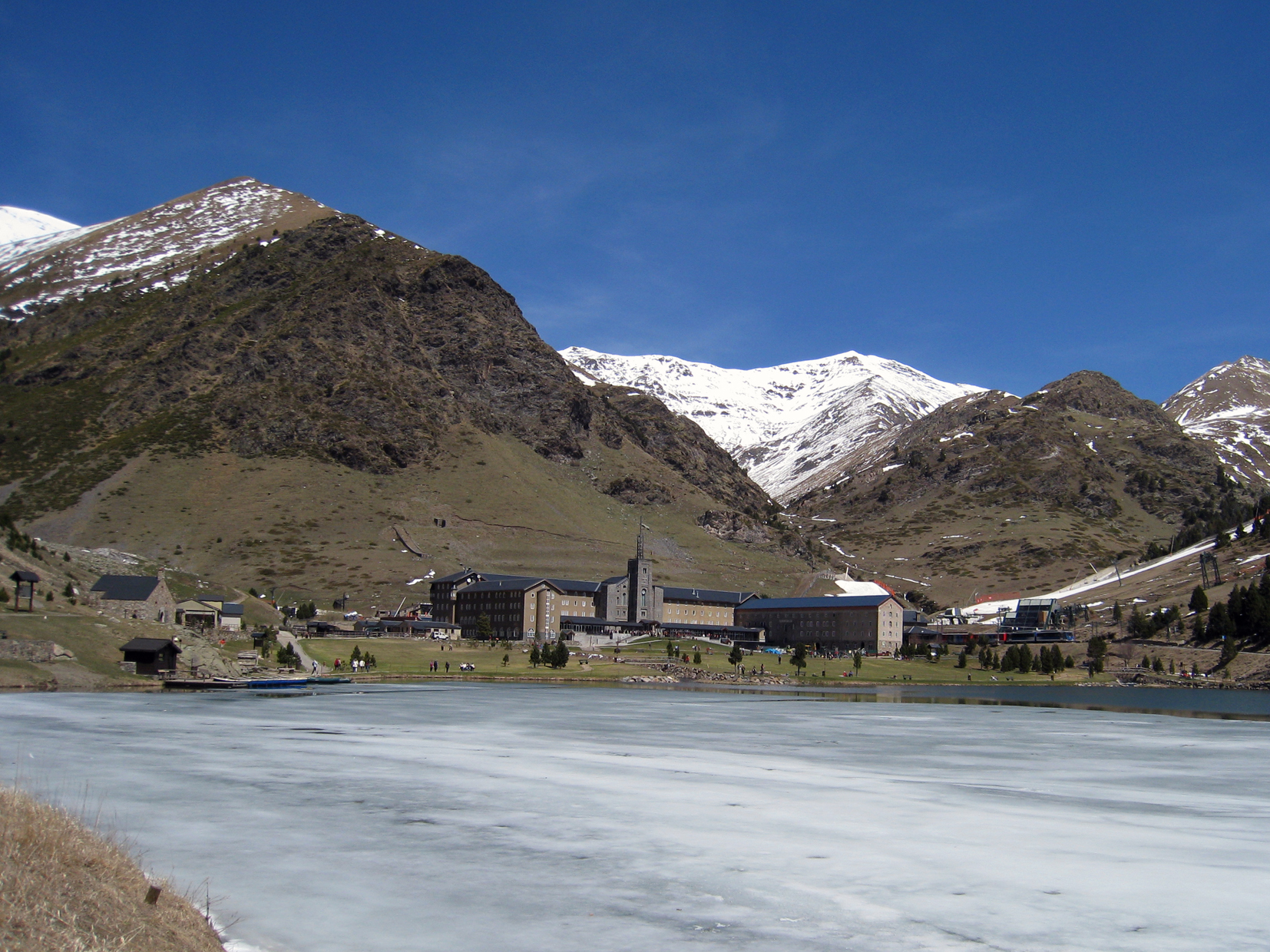
Lago de Nuria. Queralbs (provincia de Gerona).

La práctica competitiva del hockey sobre hielo en España tiene su origen en la inauguración el 30 de octubre de 1922 del Palacio de Hielo y del Automóvil en el centro de Madrid, primera instalación de España con pista de hielo artificial permanente. Esa misma temporada, en enero de 1923, ya se disputó el primer campeonato nacional, enfrentando a cuatro clubes deportivos madrileñosː Real Club Puerta de Hierro, Club Alpino Español, Castilla y Club Hockey Azul. Fue este último el que obtuvo el primer título, capitaneado por el aristócrata y más tarde célebre director cinematográfico Edgar Neville.
Las tres siguientes ediciones fueron un duelo entre el Club Alpino Español y el Club Hockey Azul, siendo ganadas siempre por el primero, hasta que en 1926 el Palacio de Hielo fue cerrado al no obtener los resultados económicos esperados. Al cerrar la única pista permanente del país, el campeonato dejó de disputarse durante más de 25 años.
En la posguerra se construía de forma temporal durante los inviernos una pista de hielo natural en el Valle de Nuria, en el municipio pirenaico gerundense de Queralbs. En esta instalación se desarrolló la práctica del hockey a cargo del Club Alpino Nuria, fundado en 1932. En 1952 se instaló una pista artificial temporal en Madrid, lo que permitió al club de futbol Atlético de Madrid crear una sección de hockey sobre hielo. Esta situación permitió retomar la celebración del Campeonato de España a principios de 1953 en la pista del Hotel Puigmal de Nuria, con la participación de ambos clubes, a los que se unió el Colegio Valldemia de Mataró con un equipo de jugadores de Hockey sobre patines.
La temporada siguiente el club madrileño deshizo la sección de hockey, pasando los jugadores al Club Deportivo Femsa, club puntero del hockey sobre patines madrileño. Entre el C.D. Femsa y el C.A. Nuria se disputaron las siguientes cuatro ediciones del Campeonato entre 1954 y 1957, siempre en la pista natural de Nuria, repartiéndose los títulos entre ambos clubes con dos trofeos para cada uno de ellos. La disolución de la sección de hielo del Femsa hizo que no volvieran a disputarse competiciones de ámbito nacional en los siguientes quince años.
Paralelamente en la cercana localidad de Puigcerdá se formó en 1956 el club de las Escuelas Pías a raíz de la construcción de otra pista natural en el Lago de Puigcerdá, antecesor del actual Club Gel Puigcerdà, que estuvo disputando el Campeonato de Cataluña frente al Nuria hasta 1963, cuando el cambio climatológico fue dificultando la utilización de las pistas de hielo naturales. Concluía así el periodo clásico de hockey hielo español.
El desarrollo económico del país dio un giro radical a la situación. En 1969 el Real Madrid creó su propia pista de hielo permanente, la cual fue alquilada por un club independiente, el Club Hielo Madrid. En 1971 el Fútbol Club Barcelona hizo lo propio, y ese mismo año se construyeron pistas cubiertas y refrigeradas en San Sebastián, Valladolid y Jaca, dando lugar a la creación de sus respectivos clubes locales. Esta nueva situación permitió por fin un relanzamiento serio, permanente y generalizado de hockey hielo en España. Ya al finalizar la temporada 1971-72 se pudo organizar un nuevo Campeonato de España con cuatro participantesː Club Hielo Madrid, Club Hielo Jaca, Club Hielo Valladolid y la sección de hockey de la Real Sociedad de San Sebastián, que se proclamó campeón.

### Copa del Generalísimo
En la temporada 1972-73 se desarrolló por primera vez la Liga Nacional de Hockey Hielo con los cuatro equipos que habían disputado el anterior Campeonato, a los que se unieron la recién creada sección del Fútbol Club Barcelona y el reconstituido Club Gel Puigcerdà. Estos mismos equipos disputaron el Campeonato de España, al que a partir de ese momento se le dio el nombre de Copa del Generalísimo, en honor del entonces jefe del Estado el dictador Francisco Franco, al igual que se denominaba en aquella época a las competiciones de copa del resto de deportes de equipo.
Fue la Real Sociedad de San Sebastián el primer campeón con la nueva denominación, en una final disputada en Barcelona y que por primera vez fue televisada en directo. Esa misma temporada también se celebró por primera vez un campeonato en categoría infantil.
En las siguientes temporadas, al ir aumentando el número de equipos en la liga, se limitó la participación en la copa a los cuatro primeros clasificados. No obstante, debutaron nuevos equipos en la copa como el Casco Viejo de Bilbao o el Txuri Urdin, creado como segundo equipo de la Real Sociedad y que a partir de 1976 quedó como denominación principal del club de hockey tras desligarse del club de fútbol matriz.
Tras la muerte del dictador el 20 de noviembre de 1975 y la reinstauración de la monarquía, se mantuvo la denominación prevista al inicio de la temporada 1975-76, siendo la última que se celebró con ese nombre.

### Copa del Rey
Al comenzar la temporada 1976-77 y como ocurrió con los restantes deportes de equipo, la competición pasó a denominarse Copa del Rey, en honor al nuevo monarca Juan Carlos I, denominación que permanece en la actualidad, ya que la abdicación del rey en 2014 y la sucesiva proclamación de su hijo Felipe VI no supuso ningún cambio al respecto.
Fueron debutando nuevos equipos en la competición como el C.H. Portugalete (1978); C.H. Vitoria (1978) y sus sucesores C.H. Vitoria (1997) y C.D.H. Bipolo (2013) ; C.G. Barcelona (1982); C.H. Boadilla (1982); S.H. Majadahonda (2002); C.G. Viella (2006); el club vasco-francés Anglet Hormadi (2008); Milenio Logroño (2010); y Huarte (2022).

## Palmarés
| Año  | Sede          | Campeón                 | Final Resultado | Subcampeón              | Notas                                       |
| ---- | ------------- | ----------------------- | --------------- | ----------------------- | ------------------------------------------- |
| 1923 | Madrid        | C.H. Azul Madrid        | 7-1             | R.C. Puerta de Hierro   | Primera edición del Campeonato de España    |
| 1924 | Madrid        | Club Alpino Español     | 5-3             | C.H. Azul Madrid        |                                             |
| 1925 | Madrid        | Club Alpino Español     | 3-1             | C.H. Azul Madrid        |                                             |
| 1926 | Madrid        | Club Alpino Español     | 12-0            | C.H. Azul Madrid        |                                             |
| 1953 | Queralbs      | Atlético de Madrid      | 13-0            | Club Alpino Nuria       | Ediciones disputadas en pista natural       |
| 1954 | Queralbs      | C.D. Femsa              | 6-2             | Club Alpino Nuria       |                                             |
| 1955 | Queralbs      | Club Alpino Nuria       | 2-0             | C.D. Femsa              |                                             |
| 1956 | Queralbs      | Club Alpino Nuria       | 2-1             | C.D. Femsa              |                                             |
| 1957 | Queralbs      | C.D. Femsa              | 2-1             | Club Alpino Nuria       |                                             |
| 1972 | Jaca          | Real Sociedad           | 2-1             | Madrid Hockey Club      | Última edición del Campeonato de España     |
| 1973 | Barcelona     | Real Sociedad           | 4-2             | Fútbol Club Barcelona   | Primera edición de la Copa del Generalísimo |
| 1974 | San Sebastián | Real Sociedad           | 6-2             | Fútbol Club Barcelona   |                                             |
| 1975 | Jaca          | Real Sociedad           | 5-3             | Club Hielo Jaca         |                                             |
| 1976 | Dos Hermanas  | Fútbol Club Barcelona   | 7-6             | Casco Viejo Bilbao C.H. | Última edición de la Copa del Generalísimo  |
| 1977 | Bilbao        | Fútbol Club Barcelona   | 8-5             | C.H.H.Txuri Urdin       | Primera edición de la Copa del Rey          |
| 1978 | Bilbao        | Casco Viejo Bilbao C.H. | 9-8             | C.H.H.Txuri Urdin       |                                             |
| 1979 | Vitoria       | C.H.H.Txuri Urdin       | 5-2             | Fútbol Club Barcelona   |                                             |
| 1980 | San Sebastián | C.H.H.Txuri Urdin       | 5-3             | Fútbol Club Barcelona   |                                             |
| 1981 | Barcelona     | Casco Viejo Bilbao CH   | 7-5             | Fútbol Club Barcelona   |                                             |
| 1982 | Bilbao        | Fútbol Club Barcelona   | 5-3             | Casco Viejo Bilbao CH   | Bilbao compitió como Vizcaya Hockey Club    |
| 1983 | Puigcerdá     | Club Gel Puigcerdà      | 7-3             | Club Hielo Jaca         |                                             |
| 1984 | Jaca          | Club Gel Puigcerdà      | 8-6             | Club Hielo Jaca         |                                             |
| 1985 | San Sebastián | Club Hielo Jaca         | 4-3             | Club Gel Puigcerdà      |                                             |
| 1986 | Puigcerdá     | Club Gel Puigcerdà      | 7-2             | C.H.H.Txuri Urdin       |                                             |
| 1987 | Barcelona     | Club Gel Puigcerdà      | 4-3             | Fútbol Club Barcelona   | Disputada por equipos sub-20                |
| 1988 | Jaca          | Club Hielo Jaca         | 4-1             | C.H.H.Txuri Urdin       | Disputada por equipos sub-21                |
| 1989 | San Sebastián | Club Hielo Jaca         | 2-0             | C.H.H.Txuri Urdin       |                                             |
| 1990 | Jaca          | C.H.H.Txuri Urdin       | 7-3             | Club Hielo Jaca         |                                             |
| 1991 | Puigcerdá     | C.H.H.Txuri Urdin       | 8-6             | Club Gel Puigcerdà      |                                             |
| 1992 | Vitoria       | Club Gel Puigcerdà      | 4-3             | Club Hielo Jaca         |                                             |
| 1993 | Barcelona     | Club Hielo Jaca         | 6-2             | C.H.H.Txuri Urdin       |                                             |
| 1994 | Jaca          | C.H.H.Txuri Urdin       | 4-2             | Club Gel Puigcerdà      |                                             |
| 1995 | Barcelona     | Club Hielo Jaca         | 4-3             | Fútbol Club Barcelona   |                                             |
| 1996 | San Sebastián | Club Hielo Jaca         | 8-6             | C.H.H.Txuri Urdin       |                                             |
| 1997 | Barcelona     | Fútbol Club Barcelona   | 3-1             | Club Hielo Jaca         |                                             |
| 1998 | Majadahonda   | Club Hielo Jaca         | 10-4            | Fútbol Club Barcelona   |                                             |
| 1999 | Puigcerdá     | Club Gel Puigcerdà      | 9-3             | Fútbol Club Barcelona   |                                             |
| 2000 | Jaca          | C.H.H.Txuri Urdin       | 7-1             | Fútbol Club Barcelona   |                                             |
| 2001 | Jaca          | Club Hielo Jaca         | 11-4            | Fútbol Club Barcelona   |                                             |
| 2002 | Jaca          | Club Hielo Jaca         | 5-2             | Fútbol Club Barcelona   |                                             |
| 2003 | Jaca          | Club Hielo Jaca         | 4-2             | Fútbol Club Barcelona   |                                             |
| 2004 | Puigcerdá     | Club Gel Puigcerdà      | 3-2             | Club Hielo Jaca         |                                             |
| 2005 | Jaca          | Club Gel Puigcerdà      | 4-2             | Club Hielo Jaca         |                                             |
| 2006 | Puigcerdá     | Club Hielo Jaca         | 5-2             | Club Gel Puigcerdà      |                                             |
| 2007 | Pamplona      | Club Gel Puigcerdà      | 4-3             | Club Hielo Jaca         |                                             |
| 2008 | Puigcerdá     | Club Gel Puigcerdà      | 6-2             | Fútbol Club Barcelona   |                                             |
| 2009 | Logroño       | Club Gel Puigcerdà      | 5-4             | Club Hielo Jaca         |                                             |
| 2010 | Logroño       | Club Gel Puigcerdà      | 6-1             | Fútbol Club Barcelona   |                                             |
| 2011 | Jaca          | Club Hielo Jaca         | 6-3             | Fútbol Club Barcelona   |                                             |
| 2012 | Vitoria       | Club Hielo Jaca         | 5-3             | Club Gel Puigcerdà      |                                             |
| 2013 | Puigcerdá     | Club Hielo Jaca         | 9-5             | C.D. Hielo Bipolo       | Bipolo compitió como Escor BAKH Vitoria     |
| 2014 | Barcelona     | C.D. Hielo Bipolo       | 4-1             | Club Gel Puigcerdà      | Bipolo compitió como Escor BAKH Vitoria     |
| 2015 | Jaca          | Fútbol Club Barcelona   | 6-2             | Club Gel Puigcerdà      |                                             |
| 2016 | San Sebastián | C.H.H.Txuri Urdin       | 4-1             | Club Hielo Jaca         |                                             |
| 2017 | Valdemoro     | Club Hielo Jaca         | 2-1             | C.H.H.Txuri Urdin       |                                             |
| 2018 | San Sebastián | C.H.H.Txuri Urdin       | 3-1             | Club Hielo Jaca         | [ 2 ]                                       |
| 2019 | Jaca          | Fútbol Club Barcelona   | 5-1             | Club Gel Puigcerdà      | [ 3 ]                                       |
| 2020 |               |                         |                 |                         | Edición suspendida por el Covid-19          |
| 2021 | Jaca          | Club Hielo Jaca         | 2-1             | Fútbol Club Barcelona   |                                             |
| 2022 | Jaca          | Club Gel Puigcerdà      | 5-4             | Club Hielo Jaca         |                                             |
| 2023 | Madrid        | Club Hielo Jaca         | 3-2             | Fútbol Club Barcelona   |                                             |
| 2024 | Jaca          | Club Hielo Jaca         | 4-2             | SH Majadahonda          |                                             |
| 2025 | Jaca          | Club Gel Puigcerdà      | 7-2             | Club Hielo Jaca         |                                             |

## Títulos por equipo
- CH Jaca (18): 1985, 1988, 1989, 1993, 1995, 1996, 1998, 2001, 2002, 2003, 2006, 2011, 2012, 2013, 2017, 2021, 2023, 2024.
- CG Puigcerdà (14): 1983, 1984, 1986, 1987, 1992, 1999, 2004, 2005, 2007, 2008, 2009, 2010, 2022, 2025.
- CH Txuri Urdin/Real Sociedad (12): 1972, 1973, 1974, 1975, 1979, 1980, 1990, 1991, 1994, 2000, 2016, 2018.
- FC Barcelona (6): 1976, 1977, 1982, 1997, 2015, 2019.
- Club Alpino Español (3)ː 1924, 1925, 1926.
- Club Deportivo Femsa (2)ː 1954, 1957.
- Club Alpino Nuria (2)ː 1955, 1956.
- Casco Viejo Bilbao CH (2): 1978, 1981.
- Club Hockey Azul Madrid (1)ː 1923.
- Atlético de Madrid (1)ː 1953.
- CD Hielo Bipolo (1): 2014.

## Sedes de la competición

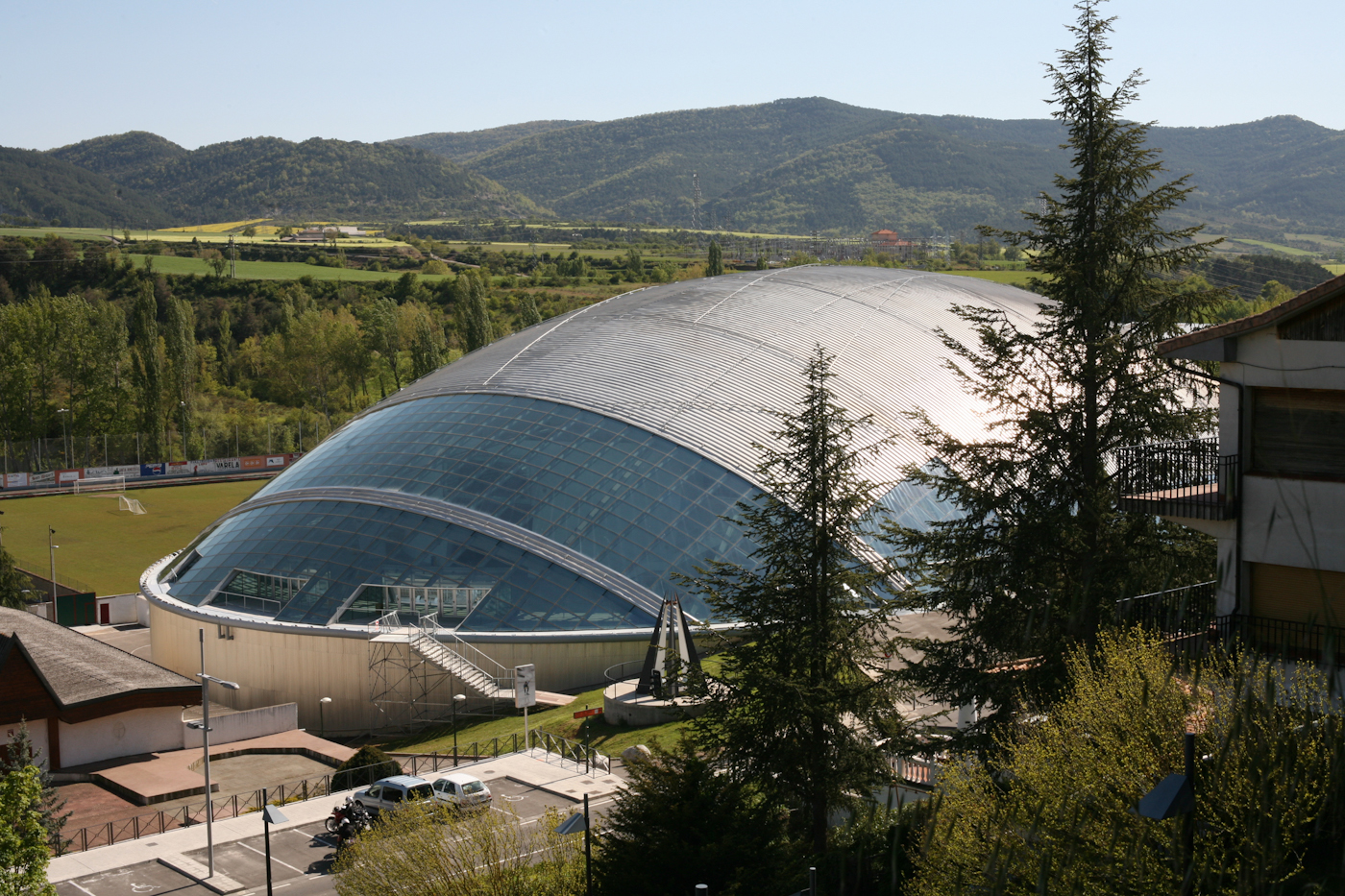
Pabellón de Hielo de Jaca (provincia de Huesca).

- Jaca (18): 1972, 1975, 1984, 1988, 1990, 1994, 2000, 2001, 2002, 2003, 2005, 2011, 2015, 2019, 2021, 2022, 2024, 2025.
- Puigcerdá (8): 1983, 1986, 1991, 1999, 2004, 2006, 2008, 2013.
- Barcelona (7): 1973, 1981, 1987, 1993, 1995, 1997, 2014.
- San Sebastián (7): 1974, 1980, 1985, 1989, 1996, 2016, 2018.
- Madrid (5): 1923, 1924, 1925, 1926, 2023.
- Queralbs (5): 1953, 1954, 1955, 1956, 1957.
- Bilbao (3): 1977, 1978, 1982.
- Vitoria (3): 1979, 1992, 2012.
- Logroño (2): 2009, 2010.
- Majadahonda (1): 1998.
- Sevilla (1): 1976.
- Pamplona (1): 2007.
- Valdemoro (1): 2017.